# (29299) 1993 TW1
1993 تي دابليو 1 (ويعرف أيضًا باسم (29299) 1993 تي دابليو 1 وفق تسمية الكوكب الصغير) (بالإنجليزية: 1993 TW1)‏ هو كويكب ضمن حزام الكويكبات؛ وترتيبه 29299 من حيث الاكتشاف.
اكتُشف هذا الجُرم الفلكي بواسطة Kin Endate ‏ في 15 أكتوبر 1993.

## وصلات خارجية
- (29299) 1993 TW1 في قاعدة بيانات مختبر الدفع النفاث لأجرام النظام الشمسي الصغيرة

- الاكتشاف · مخطط المدار ·  العناصر المدارية · المعلمات المادية

- (29299) 1993 TW1 على موقع ويكي سكاي: DSS2, SDSS, GALEX, IRAS, Hydrogen α, X-Ray, Astrophoto, Sky Map, Articles and images